# 大熊座18
大熊座18，又名BD+54 1285，HD 79439、SAO 27191、HR 3662，是大熊座的一颗恒星，视星等为4.83，位于銀經163.08，銀緯42.66，其B1900.0坐标为赤經9h 8m 59.6s，赤緯+54° 42.66′ 6″。